# Su E pian
Su E pian (ou Su'e pian ; chinois : 素娥篇 ; pinyin : Sù é piān) est un roman érotique chinois daté des environs de 1610. Il est remarquable pour la qualité de ses illustrations.
Le roman est long de plus de 10 000 caractères, avec 90 illustrations. L'auteur, anonyme, n'est connu que par un pseudonyme. Il s'est inspiré d'un bref récit (402 caractères) de Yuan Jiao, auteur de la dynastie Tang. Yuan relate la relation entre Wu Sansi (en) (un personnage historique, neveu de l'impératrice Wu Zetian) et Su E, concubine de Wu. Le refus de Su E de rencontrer Di Renjie, ministre connu pour son intégrité, amène à la découverte qu'elle est un esprit surnaturel. Le récit de Yuan n'est pas de nature érotique.
Le graveur des illustrations du Su E pian est Huang Yikai (1580-1622).  Originaire de l'Anhui, il a vécu a Hangzhou. Il a illustré d'autres œuvres, comme Le Pavillon aux pivoines ou L'Histoire du pavillon d'Occident.
Dans le Su E pian, Wu Sansi et sa concubine Su E ont des relations sexuelles à quarante-trois reprises, dans quarante-trois positions différentes, auxquelles est donné un nom poétique. L'histoire, rédigée en chinois classique, est imprégnée des théories taoïstes en matière de sexualité.
Le seul exemplaire complet de l'ouvrage est conservé par la bibliothèque de l'institut Kinsey (université de l'Indiana).